# Bessie
Bessie és un poble dels Estats Units a l'estat d'Oklahoma. Segons el cens del 2000 tenia 190 habitants.

## Demografia
Segons el cens del 2000, Bessie tenia 190 habitants, 87 habitatges, i 56 famílies. La densitat de població era de 143,8 habitants per km².
Dels 87 habitatges en un 31% hi vivien nens de menys de 18 anys, en un 51,7% hi vivien parelles casades, en un 6,9% dones solteres, i en un 35,6% no eren unitats familiars. En el 32,2% dels habitatges hi vivien persones soles el 16,1% de les quals corresponia a persones de 65 anys o més que vivien soles. El nombre mitjà de persones vivint en cada habitatge era de 2,18 i el nombre mitjà de persones que vivien en cada família era de 2,73.
Per edats la població es repartia de la següent manera: un 22,6% tenia menys de 18 anys, un 7,4% entre 18 i 24, un 27,9% entre 25 i 44, un 23,2% de 45 a 60 i un 18,9% 65 anys o més.
L'edat mediana era de 41 anys. Per cada 100 dones de 18 o més anys hi havia 107 homes.
La renda mediana per habitatge era de 26.111 $ i la renda mediana per família de 26.806 $. Els homes tenien una renda mediana de 25.938 $ mentre que les dones 19.000 $. La renda per capita de la població era de 15.110 $. Entorn del 5,5% de les famílies i el 10,1% de la població estaven per davall del llindar de pobresa.

## Poblacions més properes
El següent diagrama mostra les poblacions més properes.